# Пищенко, Виталий Иванович
Виталий Иванович Пищенко (31 июля 1952, Новосибирск, Новосибирская область, РСФСР, СССР — 10 мая 2024, Московская область) — советский и российский писатель-фантаст.

## Биография
Родился в Новосибирске. Окончил Новосибирский сельскохозяйственный институт, по специальности «зоотехника», и аспирантуру. Cекретарь комитета ВЛКСМ института, комсорг ЦК ВЛКСМ по Сибирскому отделению ВАСХНИЛ. Сотрудничал с журналами «Сибирские огни», «Молодой коммунист», «USRS». С 1980 года — участник литературного объединения «Амальтея» при Новосибирской писательской организации (руководитель М. П. Михеев). В 1987—1988 годах — староста Семинара молодых писателей Сибири и Дальнего Востока, работающих в жанре фантастики и приключений. В 1987—1988 годах — ответственный секретарь журнала «Сибирские огни». В 1988—1996 годах — организатор и директор Всесоюзного творческого объединения молодых писателей-фантастов (ВТО МПФ).
Один из организаторов и первый руководитель Союза писателей Приднестровья. С 1996 по 2000 года — заведующий кафедрой журналистики Приднестровского государственного университета.
С 1989 года — член Союза писателей СССР. С 1992 года — член Союза писателей России, Секретарь СПР, Председатель международного Совета по фантастической и приключенческой литературе, Лауреат литературных премий имени К. Симонова, В.Пикуля, А. Фадеева, И. Ефремова, В. Маяковского, «Золотой венец Победы», «Во славу Отечества» и др., Государственной премии Приднестровской Молдавской республики (один из авторов текста Гимна ПМР).
Участник конвентов писателей-фантастов «Аэлита-1983», «Белое пятно — 2009» и многих др.
С 2001 года проживал в Москве, работал заместителем главного редактора издательства «Вече».
Лауреат премии имени И. А. Ефремова Союза писателей России и Совета по фантастической и приключенческой литературе (2008) в номинации «За выдающийся вклад в развитие отечественной фантастической литературы» — как писатель-фантаст, составитель и издатель ряда серий фантастической литературы.
Умер в Московской области 10 мая 2024 года на 72-м году жизни после тяжёлой болезни.